# It’s a Wonderful Life (album)
Az It's a Wonderful Life a Sparklehorse együttes harmadik, egyben legsikeresebb stúdióalbuma PJ Harvey, Tom Waits, Nina Persson, John Parish és Dave Fridmann közreműködésével, mely 2001-ben jelent meg; világszerte több, mint 63000 példányt adtak el belőle.

## Történet
Mark Linkous első két albumát (Vivadixiesubmarinetransmissionplot és Good Morning Spider) virginiai farmján vette fel. A Capitol Records-tól időközben kilépett a Linkous-szal szerződő alkalmazott, és ez félbeszakította Linkous szólólemezének felvételét. Linkous elmondta, hogy „nem szerettem volna minden hangszeren magam játszani, és végig a keverőpult mögött lenni” – ezért ez az első Sparklehorse album, amely egy teljes zenekart vonultat fel (például PJ Harvey, vagy Tom Waits).
Elmondta, hogy első alkalommal annyira félt felvenni a kapcsolatot Waits-szel, hogy a hívás előtt megivott öt pohár whiskey-t; végül sikerült megbeszélniük első találkozójukat, ami egy szabadidő-autóban zajlott egy kaliforniai sugárúton. A furcsa megbeszélésen szó esett egymás legkevésbé kedvelt állatairól, illetve a pulykakeselyűkről.
Mark Linkous korábbi, 1996-os túladagolásos esete nagy visszhangot kapott a médiában, olyan, nagyobb zenei lapokban is, mint például a Rolling Stone. Linkous-nak interjúi során gyakran kellett az esettel kapcsolatos kérdésekre felelnie. Albumai komor hangulata miatt gyakran kapott negatív kritikákat. Az It's a Wonderful Life című számban családja suttogását lehet hallani; a dallal azon újságíróknak üzent, akik a korábbi esettel zaklatták.

## Szereplések

### Sonic Cinema
Az album összes számáról készült videóklip; 2001-ben ezekről szólt a Sundance Channel Sonic Cinema című műsora.

A Sonic Cinema:Sparklehorse epizódban szereplő dalok listája a videó rendezőjével:
| Dal                   | Videó rendezője  |
| --------------------- | ---------------- |
| Maxine                | Scott Minor      |
| Gold Day              | Dany Clinch      |
| Dog Door / Heloise    | Brothers Quay    |
| Morning Hollow        | Braden King      |
| Comfort Me            | Peter Ortel      |
| Devil's New           | Grant Gee        |
| Maxine                | Jem Cohen        |
| King of Nails         | Jem Cohen        |
| Piano Fire            | Rodney Ascher    |
| It’s a Wonderful Life | Guy Maddin       |
| Babies on the Sun     | Gariné Torossian |

### Játékokban
A Piano Fire című dal szerepel a 2015-ös Life Is Strange számítógépes játékban.

## Számlista
Az összes dal szerzője Mark Linkous, kivéve ahol a szerzők külön jelölve vannak. 
| 1.    | It's a Wonderful Life                          |                                           | 2:59 |
| 2.    | Gold Day                                       |                                           | 4:14 |
| 3.    | Piano Fire                                     |                                           | 2:43 |
| 4.    | Sea of Teeth                                   |                                           | 4:29 |
| 5.    | Apple Bed                                      |                                           | 4:54 |
| 6.    | King of Nails                                  |                                           | 4:18 |
| 7.    | Eyepennies                                     |                                           | 5:27 |
| 8.    | Dog Door                                       | Mark Linkous, Kathleen Brenann, Tom Waits | 2:46 |
| 9.    | More Yellow Birds                              |                                           | 4:53 |
| 10.   | Little Fat Baby                                | Mark Linkous, Vic Chesnutt                | 3:40 |
| 11.   | Devil's New (az európai kiadáson nem szerepel) |                                           | 3:32 |
| 12.   | Comfort Me                                     |                                           | 5:01 |
| 13.   | Babies on the Sun                              |                                           | 4:37 |
| 61:06 |                                                |                                           |      |

| 14. | Morning Hollow | 7:26 |

## Közreműködők
- Mark Linkous - vokál, akusztikus gitár, baritongitár, e-bow gitár, orgona, dob, szintetizátor, sampler, ütőhangszerek, dobgép, huzalos felvevő, visszafele játszott törpehangok, Wurlitzer
- Scott Minor - dob, szintetizátor, ütőhangszerek, harmonium, chamberlin, orchestron, madárhangok
- Dave Fridmann - basszus, mellotron, zongora, vibrafon, chamberlin, glockenspiel, Wurlitzer
- PJ Harvey - vokál, elektromos gitár, zongora
- Jon Parish - basszus, zongora, szintetizátor
- Sol Seppy - vokál, basszus
- Nina Persson - vokál
- Miguel Rodriguez - dob
- Bob Rupe - basszus
- Jane Scarpantoni - cselló
- Tom Waits - vokál, zongora, vonathangok, növényi hangszerek
- Joan Wasser - hegedű, Wurlitzer
- Alan Weatherhead - mellotron, lap steel gitár, orchestron, chamberlin
- Adrian Utley - basszus, diktafon, gitár
- Margaret White - basszus, hegedű
- Rex L. White - pedal steel gitár
- Joel Hamilton - hangmérnök

## Fordítás
Ez a szócikk részben vagy egészben  az   It's a Wonderful Life (album) című angol Wikipédia-szócikk ezen változatának fordításán alapul.  Az eredeti cikk szerkesztőit annak laptörténete sorolja fel. Ez a jelzés csupán a megfogalmazás eredetét és a szerzői jogokat jelzi, nem szolgál a cikkben szereplő információk forrásmegjelöléseként.